# Universaliteit
Universaliteit betekent in de wiskunde en logica dat een eigenschap voor alle elementen van een verzameling geldt. De bijbehorende universele kwantor (of al-kwantor) wordt genoteerd als {\displaystyle \forall }.
De alkwantor bestaat uit drie delen:
- Declaratie van gebonden variabelen;
- Specificatie van het domein;
- Propositie.

Deze zullen hieronder uitvoeriger beschreven worden.

## Declaratie
Het eerste gedeelte beschrijft de gebonden variabelen. Deze heten gebonden, aangezien deze alleen voor mogen komen binnen de haakjes van dit {\displaystyle \forall }-predicaat. Buiten de haakjes is de waarde van zo'n variabele ongedefinieerd en dus onbruikbaar. Hier mogen meerdere variabelen tegelijkertijd gedeclareerd worden, doorgaans gescheiden door komma's.

## Domein
In dit gedeelte vormt een predicaat het domein over de gebonden variabelen. Zo kan de beperking worden opgelegd: {\displaystyle x\in \mathbb {N} }, dus in spreektaal: "voor alle natuurlijke getallen x".
Wanneer het domein leeg is, dat wil zeggen de propositie die het domein beschrijft levert "onwaar" op, levert het predicaat met de alkwantor altijd "waar" op, ongeacht de propositie die daarop volgt.
Soms wordt het domein ook weggelaten, dan wordt uitgegaan van het domein "waar".
De beperking van een domein met een voorwaarde komt overeen met het toevoegen van een implicatie:
{\displaystyle (\forall x\in \mathbb {R} {\text{ met }}x>3):x^{2}>9}
komt overeen met
{\displaystyle \forall x\in \mathbb {R} :(x>3\implies x^{2}>9)}
en (als vanwege de context {\displaystyle \mathbb {R} } niet vermeld hoeft te worden):
{\displaystyle (\forall x>3):x^{2}>9}
komt overeen met
{\displaystyle \forall x:(x>3\implies x^{2}>9)}

## Propositie
Hier volgt ook een propositie die iets over alle elementen uit het beschreven domein zegt. Hierin kunnen ook alkwantoren of existentiële kwantoren voorkomen, zodat er een geneste structuur ontstaat. Variabelen die gedeclareerd zijn, zijn bruikbaar in geneste kwantoren, maar niet andersom!

## Voorbeelden
De volgende uitspraak is waar: voor alle gehele getallen z geldt dat {\displaystyle z^{2}} een geheel getal is. Wiskundigen noteren:
{\displaystyle \forall z\in \mathbb {Z} :z^{2}\in \mathbb {Z} .}.

"voor alle z die element zijn van Z geldt dat z kwadraat element is van Z"
De volgende uitspraak is echter onjuist: voor alle reële getallen x geldt dat {\displaystyle x^{2}} een geheel getal is. Dit geldt bijvoorbeeld niet voor x = 1/2. Men noteert in dit geval:
{\displaystyle \not \forall x\in \mathbb {R} :x^{2}\in \mathbb {Z} .}
In het eerste geval geldt universaliteit, in het tweede geval niet.
Merk op dat uitspraak 2 ook geformuleerd kan worden als
{\displaystyle \exists x\in \mathbb {R} :x^{2}\notin \mathbb {Z} ,}
waar {\displaystyle \exists } de existentiekwantor is.

## Equivalentieregels
Domeinverzwakking: {\displaystyle (\forall x:P\wedge Q:R)\Leftrightarrow (\forall x:P:Q\Rightarrow R)}
Domeinsplitsing: {\displaystyle (\forall x:P\lor Q:R)\Leftrightarrow (\forall x:P:R)\wedge (\forall x:Q:R)}
DeMorgan: {\displaystyle \neg (\forall x:P:Q)\Leftrightarrow (\exists x:P:\neg Q)} en {\displaystyle \neg (\exists x:P:Q)\Leftrightarrow (\forall x:P:\neg Q)}
Waarbij P, Q en R proposities zijn.